# Bataille de Kharkiv
Cet article possède un paronyme, voir Bataille de Kharkov.
Pour un article plus général, voir Offensive du Nord-Est de l'Ukraine.
Front Est de l'Invasion de l'Ukraine par la Russie
Batailles
Offensive de Kiev (Jytomyr, Kiev) : 
- 1re Hostomel
- Tchernobyl
- Ivankiv
- Kiev
- 2e Hostomel
- Vassylkiv
- Boutcha
- Irpin
  - Bombardement de réfugiés
- Jytomyr
- Mochtchoun
- Makariv
- Brovary

Offensive du Nord (Tchernihiv, Soumy) :
- Hloukhiv
- Slavoutytch
- Bombardements
- Soumy
- Trostianets
- Tchernihiv
- Okhtyrka
- Lebedyn
- Konotop
- Romny
- Desna
- Escarmouches frontalières

Russie  (Briansk, Belgorod) :
- Incursions en Russie occidentale
  - Oblast de Briansk
  - Oblasts de Belgorod et de Koursk
    - Incursions de 2024

  - Bombardement de Belgorod
- Oblast de Koursk (août 2024)

Campagne de l'Est (Donetsk, Louhansk, Kharkiv)
Kharkiv :
- 1re Kharkiv
  - Tchouhouïv
  - Bombardements : en février
  - en mars
  - en avril
  - du bâtiment administratif
- Izioum
- 2e Kharkiv
  - Balaklia
  - 1re Koupiansk
  - Chevtchenkove
- 3e Kharkiv

Nord du Donbass:
- Starobilsk
- Sloviansk
  - Dovhenke
  - 1re Lyman
  - Sviatohirsk
  - Bohorodychne et Krasnopillia
  - Bombardements : Bilohorivka
  - Kramatorsk
- Sievierodonetsk
  - Kreminna
  - Donets
  - Roubijné
  - Popasna
  - Tochkivka
  - Massacre
- Lyssytchansk
- 2e Kharkiv
  - Balaklia
  - 1re Koupiansk
  - Chevtchenkove
  - 2e Lyman
- Oblast de Louhansk
  - Ligne Svatove-Kreminna
  - Serebryansky
  - 2e Koupiansk

 Centre du Donbass:
- Horlivka
- Popasna
- Svitlodarsk
- Bakhmout
  - Soledar
- Siversk
- Tchassiv Iar
- Toretsk

Sud du Donbass :
- Volnovakha
- Marioupol
  - Bombardements : de l'hôpital
  - du théâtre
  - de l'école d'art
- Pisky
- Vouhledar
  - Pavlivka
- Marïnka
- Contre-offensive de 2023
- Avdiïvka
- Novomykhaïlivka
- Pokrovsk
  - Krasnohorivka
  - Toretsk
- Bombardements :
- Makiïvka
- Donetsk

Campagne du Sud (Mykolaïv, Kherson, Zaporijjia)
- 1re Kherson
- Odessa
- Melitopol
- Mykolaïv
  - Bombardements : à fragmentation
  - du bâtiment administratif
- 1re Berdiansk
- Zaporijjia
- Tchornobaïvka
- Enerhodar
- Voznessensk
- Houliaïpole
- Davydiv Brid
- 2e Berdiansk
- Nova Kakhovka
- 2e Kherson
  - Doudtchany
- Dniepr
- Tchoulakivka
- Contre-offensive de 2023
  - Robotyne

Frappes aériennes dans l'Ouest et le Centre de l'Ukraine
- Lviv (02/2022)
- Vinnytsia (03/2022)
- Yavoriv (03/2022)
- Deliatyne (03/2022)
- Dnipro

Guerre navale
- Île des Serpents (02/2022)
- Moskva (04/2022)

Attaques en Crimée
- Novofedorivka (08/2022)
- Djankoï (08/2022)
- Pont de Crimée (10/2022)
- Base navale de Sébastopol (10/2022)
- Pont de Crimée (07/2023)
- Base navale de Sébastopol (09/2023)

Débordement
- Aéroport de Millerovo
- Sabotages en Russie
- Attaques en Transnistrie
- Sabotage des gazoducs Nord Stream
- Terrain d'entraînement militaire de Soloti
- Explosions en Pologne
- Bases aériennes de Dyagilevo et Engels-2
- Base aérienne de Minsk-Matchoulichtchi
- Crise russo-moldave de 2023
  - Accusations de tentative de coup d'État en Moldavie
- Incident de drone de 2023 en mer Noire
- Rébellion du groupe Wagner

Massacres
- Tchernihiv
- Boutcha
- Borodianka
- Olenivka
- Izioum

La bataille de Kharkiv est un combat militaire entre la Russie et l'Ukraine pour le contrôle de la ville de Kharkiv lors de l'invasion russe de l'Ukraine.
Située à proximité de la frontière entre la Russie et l'Ukraine, Kharkiv est l'un des premiers objectifs de l'armée russe au début de l'invasion ; elle est attaquée dès février 2022 lors de l'offensive du nord-est de l'Ukraine. Mais les forces russes rencontrent une résistance importante de la défense ukrainienne, et ne parviennent pas à s'emparer rapidement la ville. Début mars 2022, elles poursuivent alors l'offensive vers le sud-est, en direction d'Izioum, tout en maintenant un effort dans la bataille de Kharkiv qui entre dans une deuxième phase d'affrontement. Pendant plusieurs semaines, les combats se poursuivent en périphérie de Kharkiv sans donner de victoire à l'un des deux camps, tandis que l'armée russe bombarde intensément la ville, causant de nombreuses victimes civiles et de lourds dégâts, mais sans remettre en cause son contrôle par l'Ukraine.
Début avril 2022, la guerre entre dans une deuxième phase après l'échec de l'offensive de Kiev et le déplacement des priorités vers l'est. La bataille de Kharkiv reste un objectif majeur pour la Russie, mais celle-ci adopte une posture défensive car elle est désormais exposée sur son flanc ouest. À partir de la mi-avril, l'Ukraine mène des contre-attaques de plus en plus fortes afin de repousser les forces russes vers le nord et l'est. Les forces russes sont repoussées de 40 kilomètres à l'est de la ville.

## Contexte
Kharkiv (en ukrainien : Харкiв) est la deuxième plus grande ville d’Ukraine et la capitale administrative de l’oblast du même nom. Sa population s’élève à 1,4 million d'habitants début 2022.
L'invasion de l'Ukraine par la Russie, est une opération militaire déclenchée le 24 février 2022, sur ordre du président russe Vladimir Poutine. La campagne militaire, dans le cadre de la guerre russo-ukrainienne en cours depuis février 2014, émerge d'une montée progressive des tensions débutée en 2021.
Les forces armées russes font une incursion dans la région du Donbass, dans l'est de l'Ukraine, le 21 février 2022, avant une offensive aérienne, maritime et terrestre sur l'ensemble du territoire ukrainien le 24 février.
Kharkiv, située à seulement 32 kilomètres au sud de la frontière russo-ukrainienne, est la deuxième plus grande ville d'Ukraine et est considérée comme une cible majeure pour l'armée russe.

## Ordre de bataille

### Russie
Forces armées russes :
- Forces terrestres russes
  -  6e armée combinée
    -  25e brigade de fusiliers motorisés
    -  138e brigade de fusiliers motorisés
    -  9e brigade d'artillerie

  -  20e armée combinée
    -  3e division de fusiliers motorisés
      -  237e régiment de chars
      -  252e régiment de fusiliers motorisés

    -  144e division de fusiliers motorisés
      - 59e régiment de chars

  - 14e corps d'armée
    -  200e brigade de fusiliers motorisés
- Marine russe
  -  Infanterie de marine
    -  61e brigade d'infanterie de marine
- Forces aériennes russes
  -  6e armée de l'air
    - 105e division d'aviation mixte
      - 47e régiment d'aviation de chasse

    - 332e régiment d'hélicoptères

 Rosgvardia
- 86e régiment motorisé spécial
- 49e brigade opérationnelle
  -  121e régiment motorisé spécial
- 95e division des installations importantes
- 39e détachement de marine[11]
- SOBR
  - SOBR "Vladimir"[12]
- OMON
  - OMON "Vladimir"[12]

 GRU
- 2e brigade Spetsnaz de la Garde

### Ukraine
Forces armées ukrainiennes :
- Armée de terre ukrainienne
  -  4e brigade de chars
  -  40e brigade d'artillerie
  -  92e brigade mécanisée
  -  93e brigade mécanisée
- Force de défense territoriale
  -  113e brigade de défense territoriale
  -  127e brigade de défense territoriale
- Force aérienne ukrainienne
  -  302e régiment de missiles anti-aérien
- Corps des volontaires ukrainiens
  -  15e compagnie

 Ministère de l'Intérieur :
- Garde nationale de l'Ukraine
  -  3e brigade opérationnelle "Spartan"
  -  5e brigade de la Garde nationale
  -  Unité spéciale de renseignement "Ares"
- Police nationale
  -  Patrouille de police spéciale
    -  Bataillon Kharkiv
    - Compagnie de Police Est

  -  Police de Kharkiv

 Direction Général du renseignement :
- Régiment Kraken

## Déroulement

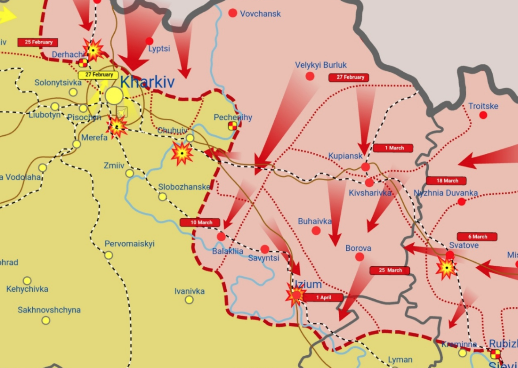
Carte de la bataille de Kharkiv

### Première phase de la bataille (24 février - 6 mars)

#### Assaut initial sur Kharkiv (24 - 27 février)
Le 24 février 2022, premier jour de l'invasion de l'Ukraine, la Russie lance une offensive généralisée sur l'ensemble du territoire ukrainien. Son objectif primordial est la prise de Kyïv, la capitale ukrainienne, qu'elle attaque par le nord : c'est l'offensive de Kiev. Dans le même temps, elle lance trois autres offensives : l'offensive du Sud pénétrant le territoire ukrainien par la Crimée occupée, l'offensive de l'Est par les oblasts de Louhansk et Donetsk, et l'offensive du nord-est pour l'oblast de Kharkiv.
Les forces armées russes passent la frontière russo-ukrainienne par l'oblast de Belgorod et marchent vers Kharkiv, dont elles s'approchent vers 14 h heure locale. Elles pénètrent le territoire par au moins trois axes : Hoptivka, Striletcha - Lyptsi, et Vovtchansk - Staryï Saltiv,. Elles rencontrent la résistance de l'armée ukrainienne, donnant lieu à des affrontements intenses sur les routes pendant la journée,.
Le 25 février, des combats éclatent dans la banlieue nord de la ville, près du village de Tsyrkuny (uk),,. Les forces russes contournent Kharkiv en vue de réaliser une manœuvre d'encerclement avant l'assaut direct, et bombardent la ville.
La Russie s'est lancée dans un vaste effort de conquête du territoire ukrainien : Kharkiv est un objectif important, mais seulement une étape dans une invasion qui doit être massive et rapide, visant à renverser les autorités ukrainiennes et prendre le contrôle de ses institutions. Elle pénètre ainsi l'Ukraine simultanément en de multiples points, et une partie des forces poursuivent l'offensive du nord-est de l'Ukraine sans attendre la prise de Kharkiv : elles contournent celle-ci, empruntent la route M03 en direction du sud-est et progressent rapidement jusqu'au village de Volokhiv Iar (uk), à 70 km de Kharkiv.
Des combats urbains éclatent à Kharkiv dès la nuit du 26 au 27 février, lorsque les troupes russes de la 1re armée de chars et de la 6e armée lancent un assaut direct sur la ville avec leurs forces légères. L'assaut est soutenu par des bombardements aériens et des frappes d'artillerie ; un immeuble d'habitation de neuf étages est touché dans la nuit, faisant au moins une victime civile, et un gazoduc est détruit. De nombreux habitants de Kharkiv trouvent refuge dans les caves des immeubles et dans des stations de métro de la ville. À la mi-journée, l'Ukraine affirme avoir repoussé la percée russe et conserver le « contrôle total » de Kharkiv, selon le gouvernement de l'oblast de Kharkiv (uk).

#### Assaut renouvelé et début de la campagne de bombardements (28 février - 2 mars)
Les bombardements se poursuivent les jours suivants, la Russie faisant usage d'artillerie lourde contre les infrastructures civiles et les habitations. Le 28 février, le gouverneur de l'oblast de Kharkiv, Oleh Syniehoubov déclare qu'au moins 11 civils ont trouvé la mort, et accuse la Russie de commettre des crimes de guerre en visant intentionnellement des zones habitées. Le gouvernement russe nie ces accusations et prétend que les dirigeants ukrainiens utilisent leur population comme bouclier humain.

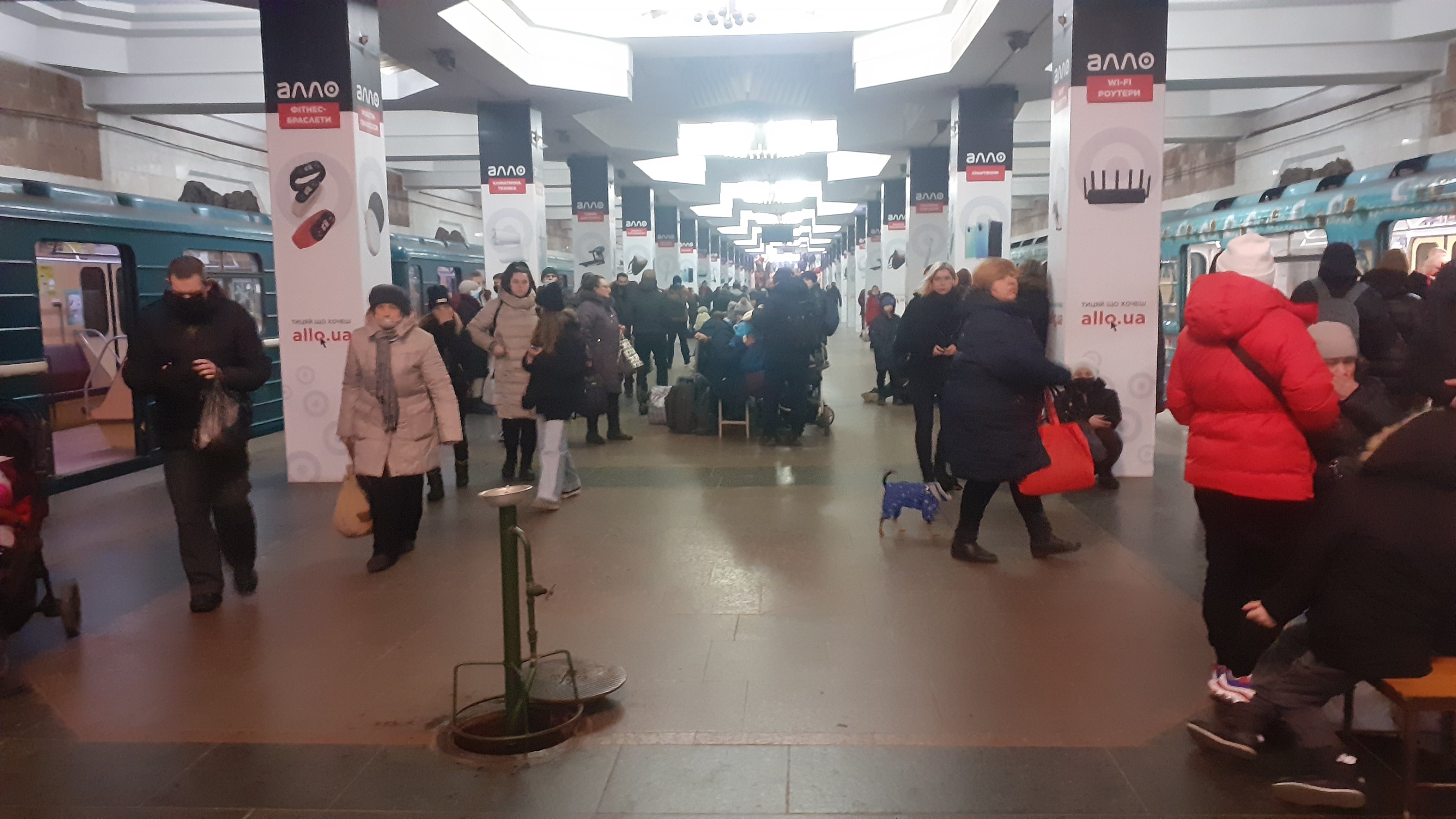
Station de métro Héros du travail : habitants se protégeant des bombardements.

Les bombardements sont plus intenses le 1er mars. À 8 h du matin, deux missiles tombent sur la place de la Liberté et touchent le siège de l'administration de l'oblast, dans le centre-ville de Kharkiv, causant la mort d'au moins dix personnes. Dans l'après-midi, le quartier de la Nouvelle-Bavière, dans le sud-ouest de Kharkiv, est ciblé, faisant d'autres victimes et causant la terreur parmi la population. Au moins 18 victimes sont dénombrées dans la journée, selon le ministère des situations d'urgence d'Ukraine. Le président de l'Ukraine, Volodymyr Zelensky, accuse la Russie de crimes de guerre,,.
Le 2 mars, les troupes russes tentent à nouveau d'investir Kharkiv ; l'assaut est lancé par la 1re armée de chars, soutenue par des renforts de la 6e armée, et appuyé par un usage massif des tirs d'artillerie. Une prise rapide de la ville est espérée afin de relancer les opérations militaires, entravées par la résistance ukrainienne sur tous les fronts. Celle-ci est un échec, Kharkiv reste contrôlée par les Ukrainiens. La 5e brigade de la Garde nationale perd cinq hommes.

#### Siège et contournement de Kharkiv (3 - 6 mars)
À Kharkiv comme ailleurs en Ukraine, la Russie rencontre des difficultés à emparer des grandes villes ; sa stratégie consiste alors à les encercler et les bombarder, dans le but de terroriser la population et forcer les autorités locales à la reddition. C'est notamment le cas lors de la bataille de Marioupol.
Début mars 2022, les troupes russes tentent une manœuvre d’encerclement. Elles contournent Kharkiv par l'est et par l'ouest, tout en continuant des frappes d'artillerie massives, faisant de nombreuses victimes et des dégâts considérables, mais sans lancer d'assaut frontal. Cependant, elles ne parviennent pas à isoler la ville. Elles poursuivent alors leur offensive vers l'ouest, dans la direction d'Okhtyrka et de l'oblast de Poltava, et surtout vers le sud-est, en direction d'Izioum, où elles pourraient opérer la jonction avec l'offensive de l'est de l'Ukraine, qui opère dans les oblasts de Donetsk et Louhansk,.
La bataille terrestre continue autour de Kharkiv, avec peu d'évolutions des lignes de front. Le 5 mars, l'Ukraine revendique avoir mené une contre-attaque près de Kharkiv pour repousser l'offensive russe, en direction de Belgorod en Russie. Selon l'état-major ukrainien, la Russie cherche à prendre le bastion de Kharkiv afin de libérer ses forces pour une offensive renouvelée en direction de l'ouest, vers Poltava, Loubny et enfin son objectif ultime, Kyïv. Sa capacité à mener une opération d'aussi grande ampleur est cependant douteuse au vu de sa faible progression sur le terrain.
Le 6 mars, l'Institut de physique et de technologie de Kharkiv, qui abrite une installation de recherche nucléaire, est frappé par des obus d'artillerie. Sans conséquences radiologiques, l'attaque intervient dans un contexte de craintes pour la sécurité des installations nucléaires ukrainiennes face à la guerre.

### Siège partiel de Kharkiv à l'arrière de l'offensive (7 - 29 mars 2022)
À partir du 7 mars, la Russie poursuit son offensive du nord-est de l'Ukraine en direction du sud-est : après avoir contourné Kharkiv sans être parvenue à s'en emparer, elle commence la bataille d'Izioum, à 110 kilomètres de distance. Celle-ci concentre les efforts russes, et mobilise la plus grande partie de ses troupes engagées sur cet axe. L'Ukraine y oppose une résistance importante, repoussant plusieurs assauts. Dès lors, la Russie ne tente plus d'assaut frontal sur Kharkiv ; cependant, celle-ci reste l'une de ses cibles prioritaires. Pendant plusieurs semaines, l'armée russe maintient son siège, poursuit les combats en périphérie de la ville, et surtout, la bombarde sans discontinuer,.

#### Bataille terrestre en périphérie de Kharkiv
La bataille terrestre se poursuit, mais les lignes de front deviennent plus confuses. Les zones de combats, situées en périphérie de la ville, sont plus limitées, aucun des deux belligérants n'ayant une supériorité décisive sur l'autre. Les combats se déroulent à une échelle réduite : comme d'autres fronts en Ukraine, l'offensive du nord-est est morcelée en plusieurs batailles autour des principales villes.
Ayant échoué dans la conquête rapide de Kharkiv, la Russie adapte sa stratégie à une campagne de longue durée. La direction des opérations est prise par l'état-major de la 6e armée pour faire le siège de la ville. La 25e brigade de fusiliers motorisés, engagée à Kharkiv, est renvoyée à Belgorod en Russie le 8 mars afin de compléter les effectifs, ce qui montre que la Russie organise une rotation de ses troupes en vue d'une longue guerre,.
Les troupes russes marquent une courte pause opérationnelle pour se reconstituer, mais reviennent rapidement à l'offensive. Selon le gouvernement régional ukrainien, elles tentent un assaut aéroporté de faible ampleur le 8 mars, sans succès : les défenseurs ukrainiens auraient repoussé les 120 parachutistes russes près de Vovtchansk. La Russie enregistre des gains territoriaux limités autour de Kharkiv, entrant notamment dans le village de Mala Rohan le 10 mars.
La Russie n'est pas en mesure de conquérir Kharkiv à court terme, mais elle conserve pour objectif immédiat le maintien de ses positions autour de la ville. Elle recourt massivement à l'artillerie pour fixer les défenses ennemies et tenter d'anéantir la résistance ukrainienne, tout en conservant sa capacité à contourner Kharkiv pour alimenter l'offensive du nord-est en renforts. La Russie espère ainsi pouvoir poursuivre l'invasion de l'Ukraine en direction de Dnipro et Zaporijjia, et ainsi conquérir tout l'est du pays, mais ses forces sont insuffisantes. À Kharkiv comme sur d'autres fronts, elle connaît des difficultés logistiques, en particulier d'approvisionnement en munitions. À la mi-mars, elle continue à déployer des renforts venus de l'oblast de Belgorod en Russie pour alimenter la bataille. Le général Vladislav Yershov, qui commandait la 6e armée, est démis de ses fonctions pendant la bataille, en raison des pertes importantes subies par ses troupes.
L'Ukraine lance des contre-offensives pour tenter de relâcher la pression de l'artillerie russe sur Kharkiv. Elle revendique certains succès, tels que la reprise du village de Derhatchi, au nord-ouest de Kharkiv, le 10 mars. Elle tient ses positions défensives aux entrées de la ville pour empêcher des incursions russes à l'intérieur de celle-ci, notamment sur son flanc nord, le plus exposé. Elle inflige des pertes importantes à l'armée russe : des images publiées le 17 mars montrent par exemple les dégâts subis par la 47e division blindée russe, dont de nombreux véhicules ont été saisis ou détruits. Pour autant, elle ne parvient pas à retourner la situation en sa faveur.
Les 26 et 27 mars, elle lance une nouvelle contre-offensive à l'est de Kharkiv, dans le but de réduire la pression exercée par l'artillerie russe. Elle parvient à reprendre le village de Mala Rohan, tandis que celui de Vilkhivka, un peu plus au nord, demeure contesté. Après trois jours de combats, elle obtient le contrôle de la portion de la route M03 entre Kharkiv et Tchouhouïv.

#### Destructions et résistance de Kharkiv
Dans la même période de mars 2022, tandis que les combats continuent de se dérouler en périphérie de la ville, il n'y a plus de combats urbains à l'intérieur de Kharkiv après l'échec de la première percée russe. En revanche, la bataille se poursuit par les airs. L'Ukraine conserve le contrôle de la ville et organise sa défense, tandis que l'administration civile vient en aide aux habitants, durement touchés par des bombardements massifs et indiscriminés.
Kharkiv est la cible d'attaques d'artillerie ininterrompues pendant plusieurs semaines, qui en font l'une des villes les plus dévastées par l'invasion de l'Ukraine, après Marioupol. Les quartiers résidentiels périphériques de l'est et du nord-est sont les plus touchés par les bombardements, car ils sont à portée d'artillerie ; le centre-ville est davantage visé par les frappes aériennes, qui ciblent en particulier les bâtiments administratifs. Les quartiers ouest sont relativement moins touchés. Le 15 mars, le maire de Kharkiv, Ihor Terekhov, indique que plus de 600 bâtiments ont été détruits depuis le début de la guerre, dont de nombreux équipements publics. Parmi eux, l'opéra-théâtre national Lyssenko de Kharkiv et la Philharmonie de Kharkiv (uk) sont détruits ; le bâtiment principal de l'université nationale de Kharkiv est endommagé.
Kharkiv n'est cependant pas isolée du territoire ukrainien ; bien que les activités y soient fortement réduites, elle reste approvisionnée et les télécommunications ne sont pas interrompues, permettant aux habitants de continuer à recevoir des informations et à communiquer librement vers l'extérieur.
La situation humanitaire est une préoccupation majeure de l'administration municipale, qui craint notamment l'exemple donné par la catastrophe humaine de la bataille de Marioupol. La mairie estime qu'environ un tiers des 1,4 million d'habitants de Kharkiv a fui les combats. Ceux qui restent vivent dans la crainte des bombes ; certains habitants ont trouvé refuge dans les infrastructures du métro de Kharkiv, où ils restent presque en permanence pendant plusieurs semaines. La ville est placée sous couvre-feu de 18 à 6 heures. L'administration municipale n'est plus en mesure de dénombrer les victimes, dont les corps sont dispersés sous les décombres dans des zones dangereuses d'accès.
Le 8 mars, 27 civils sont tués selon les autorités locales. Le 25 mars, l'armée russe vise le siège de la Nova Pochta (uk), où ont lieu des distributions d'aide humanitaire aux civils. L'attaque fait six victimes civiles.
Malgré l'intensité des bombardements, Kharkiv reste fermement sous le contrôle des autorités ukrainiennes, qui tiennent une défense méthodique de la ville. Plus encore qu'ailleurs, elles craignent la présence d'éléments russes infiltrés, du fait de la proximité géographique et culturelle de la ville avec la Russie : située à une quarantaine de kilomètres de la frontière russe, Kharkiv est majoritairement russophone, et de nombreux habitants ont des liens personnels avec des ressortissants russes. Les forces de sécurité patrouillent régulièrement dans les rues, tiennent des postes de contrôle et font respecter le couvre-feu, dans un climat de forte tension. Kharkiv est aussi caractérisée par son riche patrimoine historique et mémoriel ; l'administration municipale met en place des mesures de protection : une cinquantaine de monuments sont abrités sous des sacs de sable, notamment la statue de Taras Chevtchenko.

### Deuxième phase de la guerre (avril)

#### Changement de contexte et fixation des affrontements à Kharkiv
Fin mars 2022, la guerre entre dans une nouvelle phase. Le 25 mars, la Russie déclare officiellement que le véritable but de l'invasion est la « libération du Donbass », et que les autres objectifs de guerre, en particulier l'offensive de Kiev, avaient pour seule fin d'affaiblir les défenses ukrainiennes. Cette annonce, qui ne correspond pas à la réalité opérationnelle, acte l'échec de la stratégie initiale, qui a buté sur la résistance des grandes villes ukrainiennes, dont Kharkiv. Le 29 mars 2022, le vice-ministre de la défense russe, Alexander Fomin (ru), déclare que la Russie va « réduire radicalement ses opérations militaires en direction de Kiev et Tchernihiv » dans le cadre des négociations de paix entre la Russie et l'Ukraine à Istanbul.
Au sein de l'offensive du nord-est de l'Ukraine, la Russie opère un repositionnement de ses forces en adéquation avec ses nouveaux objectifs stratégiques. À partir du 29 mars, les troupes qui étaient engagées dans l'axe de Soumy à Brovary, où elles étaient venues en soutien de l'offensive de Kiev, opèrent un repli vers l'est en vue de leur redéploiement. Ces forces sont notamment mises au service de la bataille d'Izioum, et la Russie parvient à conquérir celle-ci le 1er avril, à l'issue d'un affrontement de plusieurs semaines. La prise d'Izioum lui permet de poursuivre l'offensive en direction du sud-est. Dans les jours qui suivent, la Russie retire l'ensemble des troupes engagées dans l'offensive de Kiev, et termine le repli de l'axe de Soumy, au profit d'une relance de l'invasion par l'est.
Ce nouveau contexte ne change pas la situation opérationnelle dans la bataille de Kharkiv ; en revanche, il modifie le sens de ces opérations. Le retrait russe du nord de l'Ukraine, qui acte l'échec de l'offensive de Kiev, fait passer l'offensive de l'est au premier rang de ses priorités. L'offensive du nord-est reste l'un des axes majeurs des opérations russes. Son objectif est double : d'une part, progresser vers le sud-est, au-delà de Kharkiv et Izioum, pour opérer la jonction avec l'offensive de l'est et soutenir son action dans l'oblast de Louhansk ; d'autre part, continuer la bataille de Kharkiv afin de fixer les forces ukrainiennes. Les Russes ne cherchent donc pas une capture immédiate de la ville, mais la prolongation de la bataille pour diminuer la capacité d'action de l'Ukraine dans le Donbass. Les frappes d'artillerie continuent ainsi sur Kharkiv, et notamment ses quartiers nord, les plus exposés : d'ouest en est, Oleksiyivka, Piatykhatky et Saltivka sont les plus touchés, ainsi que le village de Derhatchi au nord-ouest.
La bataille de Kharkiv reste ainsi quelque temps une zone d'attente, en marge des fronts principaux. Les forces russes engagées représentent cinq groupes tactiques de bataillon de la 6e armée. Elles font face aux forces ukrainiennes composées de trois brigades de la Garde nationale et territoriale, soutenues par des forces de police et une division de défense antiaérienne.
Le retrait des forces russes de l'axe de Soumy induit leur abandon des territoires envahis à l'ouest de Kharkiv ; par conséquent, elles deviennent plus vulnérables à de possibles contre-attaques ukrainiennes sur leur flanc ouest. Elles passent donc dans une posture plus défensive. Il y a peu de mouvement autour de Kharkiv dans la première partie du mois d'avril ; l'armée russe continue ses efforts de fixation des troupes ukrainiennes en bombardant la ville, et pose des mines pour se protéger d'une éventuelle attaque. Elle continue à intensifier sa présence, mais en dirigeant son effort vers un nouvel axe offensif au sud d'Izioum.

#### Contre-attaques ukrainiennes et défaite des Russes
À partir de la mi-avril, l'Ukraine passe à la contre-offensive, menant des attaques de faible ampleur et dans toutes les directions à partir de Kharkiv, contre des troupes russes qui s'efforcent de maintenir leurs positions. Le 13 avril, des combats ont lieu à Derhatchi, aux portes nord-est de Kharkiv, et à Rohan, à l'entrée sud-est. Le 16 avril, les forces ukrainiennes revendiquent avoir regagné Bobrivka et Bairak, au nord-est. Le 18 avril, après trois jours de combats, elles ont entrepris de repousser les Russes sur la route T2104 vers le nord-est jusqu'à Kutuzivka, et vers le sud-est sur la route M03 jusqu'à Mala Rohan. Dans le même temps, elles combattent à l'est de Tchouhouïv, jusqu'aux villages de Bazaliïvka et Lebiaje.
Ces gains montrent la capacité de l'armée ukrainienne à reprendre l'initiative. Sa présence à Tchouhouïv peut lui permettre de menacer les positions russes et perturber ses mouvements. Mais ses gains sont à ce moment peu significatifs à l'échelle de la guerre en Ukraine. En effet, les percées ukrainiennes ne sont pas suffisantes pour menacer les axes de communication utilisés par la Russie pour poursuivre son offensive en direction du Donbass, sur l'axe au sud d'Izioum. Les Ukrainiens contrôlaient déjà une partie de la route M03 directe de Kharkiv à Izioum ; les routes utilisées par les forces russes passent plus à l'est, par Koupiansk, loin de Kharkiv. Les contre-attaques ukrainiennes peuvent en revanche forcer leur ennemi à concentrer davantage d'efforts dans la bataille de Kharkiv, au détriment d'autres objectifs,.
Dans les jours suivants, l'Ukraine poursuit ses contre-attaques. Des combats directs ont lieu dans la communauté territoriale de Derhatchi, le long de la route T2117 en direction du nord. Le maire de Derhatchi rapporte que 500 bâtiments ont été détruits sur le territoire, et qu'au moins trois villages sont toujours sous occupation russe. Le 22 avril, les Ukrainiens ont presque atteint Kozatcha Lopan, village frontalier avec la Russie.
Dans le même temps, la Russie maintient la pression militaire sur Kharkiv, où elle continue à jeter davantage de forces dans la bataille, notamment par redéploiement des troupes retirées de l'offensive de Kiev. Kharkiv n'a pas d'intérêt direct pour la nouvelle offensive du Donbass, elle est donc un objectif en soi, contrairement à l'annonce du gouvernement selon laquelle l'invasion aurait pour objectif le contrôle des oblasts de Donetsk et Louhansk. Les forces russes continuent à encercler partiellement Kharkiv et à la bombarder.
Dans les derniers jours d'avril 2022, l'Ukraine lance une contre-attaque plus importante, en arc de cercle sur les positions tenues par la Russie depuis le nord-ouest jusqu'au sud-est. Sur la route T2104, les forces ukrainiennes confortent leur présence à Kutuzivka le 28 avril ; sur la route M20 vers le nord, elles atteignent Ruska Lozova le 29 avril. Le 30 avril, elles ont poussé à l'est jusqu'à Slobidske, Prelesne et Verkhnya Rohanka ; au nord-ouest, jusqu'à Tchornohlazivka, Kalynove et même Udy près de la frontière russe ; et au nord, jusqu'à Prudyanka, Chapovalivka et Karasivka. Cet effort leur permet de reprendre le contrôle d'une couronne périurbaine autour de Kharkiv, réduisant d'autant sa vulnérabilité aux tirs d'artillerie. Plusieurs quartiers restent cependant à portée de bombardement terrestres, et le gouvernement ukrainien reconnaît que son armée a subi de lourdes pertes,.
Le 5 juin 2022, un sniper ukrainien abat à Kharkiv, un chef du groupe Wagner, Vladimir Andonov alors qu'il effectuait une reconnaissance de nuit. Surnommé « le Bourreau » par les Ukrainiens, il avait déjà combattu dans le Donbass en 2014.